# Alluaudomyia fumosipennis
Alluaudomyia fumosipennis är en tvåvingeart som beskrevs av Debenham 1971. Alluaudomyia fumosipennis ingår i släktet Alluaudomyia och familjen svidknott. Inga underarter finns listade i Catalogue of Life.